# Àcid folínic
L'àcid folínic o leucovorina, generalment administrat com folinat de calci o de sodi és un adjuvant usat en la quimioteràpia del càncer amb metotrexat. També es fa servir en combinació sinèrgica amb l'agent de quimioteràpia 5-fluorouracil.
No s'ha de confondre àcid folínic amb l'àcid fòlic.

## Ús terapèutic
Només el seu isòmer levo és farmacològicament terapèutic. S'administra per via intravenosa i oralment.
A més del càncer, s'ha investigat el seu ús en la síndrome de Down, toxoplasmosi i retinitis.